# Sheremétievskoye
Sheremétievskoye (del ruso: Шереметьевское) es un selo del raión de Tbilískaya del krai de Krasnodar, en Rusia. Está situado en las tierras bajas de Kubán-Azov, 4 km al sureste de Tbilískaya y 97 km al este de Krasnodar, la capital del krai. Tenía 585 habitantes en 2010.
Pertenece al municipio rural Vannovskoye.